# جنا اورتگا
جنا ماری اورتگا (انگلیسی: Jenna Marie Ortega؛ زادهٔ ۲۷ سپتامبر ۲۰۰۲) بازیگر آمریکایی است. او کارش را در کودکی آغاز کرد و به‌خاطر نقش جینِ جوان در مجموعهٔ کمدی-درام جین باکره (۲۰۱۴–۲۰۱۹) از شبکهٔ سی‌دابلیو شناخته شد. از سال ۲۰۱۶ تا ۲۰۱۸، اورتگا نقشی اصلی در مجموعهٔ گیر افتادن در وسط داشت که برای آن جایزهٔ ایماجن را کسب کرد. اورتگا در فصل دوم مجموعهٔ هیجان‌انگیز تو (۲۰۱۹) و در فیلم خانوادگی روز بله‌گویی (۲۰۲۱) به ایفای نقش پرداخت که هر دو محصولی از نتفلیکس بودند.
اورتگا برای نقش‌آفرینی‌اش در درام-نوجوانانه فال‌اوت (۲۰۲۱) مورد تحسین منتقدان قرار گرفت. او سال بعد در فیلم‌های اسلشر جیغ و ایکس بازی کرد که باعث شد به‌عنوان ملکهٔ جیغ مطرح شود. در سال ۲۰۲۲، اورتگا نقش اصلی ونزدی آدامز را در مجموعهٔ کمدی ترسناک ونزدی از نتفلیکس بازی کرد که برای آن نامزد دریافت جوایز گلدن گلوب و امی ساعات پربیننده شد.
نام اورتگا در فهرست‌هایی مانند ۱۰۰ شخص قدرتمند هالیوود ریپورتر در ۲۰۲۳ و ۳۰ شخص زیر ۳۰ سال فوربز در ۲۰۲۴ آمده است. به جز کار بازیگری، او از اهداف خیرخواهانهٔ گوناگونی پشتیبانی کرده و به‌عنوان سفیر برای چند برند کار کرده است.

## آغاز زندگی
جنا ماری اورتگا در ۲۷ سپتامبر ۲۰۰۲ در پام دزرت، کالیفرنیا به دنیا آمد و چهارمین فرزند از شش فرزند خانواده است. پدرش، کلانتر سابق دفتر دادستان ناحیه‌ای کالیفرنیا، مکزیکی‌تبار است و مادرش، که اصالتاً مکزیکی و پورتوریکویی است، به‌عنوان پرستار بخش اورژانس مشغول به کار است. مادربزرگ مادری اورتگا یک مهاجر غیرقانونی اهل سینالوآ در مکزیک و پدربزرگ مادری او اهل پورتوریکو بود. اورتگا در لا کوئینتا، کالیفرنیا بزرگ شد. او از شش سالگی تمایل داشت بازیگری کند و به‌مدت سه سال از مادرش التماس می‌کرد که اجازه دهد او حرفه‌ای را دنبال کند. مادرش تلاش کرد با فعالیت‌های دیگری مانند فوتبال و مدرسه حواس او را به چیز دیگری معطوف کند. چیزی نمانده بود که اورتگا بازیگری را رها کند تا در فوتبال شرکت کند. مادرش بعدها برای او کتاب مونولوگ خرید و ویدیویی از اجرای اورتگای ۹ ساله را منتشر کرد. یکی از مسئولان انتخاب بازیگر ویدیوها را تماشا کرد و به اورتگا کمک کرد تا با یک آژانس قرارداد ببندد.
مادرش او را به لس آنجلس آورد تا در جلسات مصاحبهٔ بازیگری شرکت کند. این سفرها گاهی شش ساعت تا پنج روز در هفته به درازا انجامید. او برای به‌دست آوردن نقش‌ها بسیار کوشش می‌کرد زیرا نقش‌های کمی برای لاتینی‌ها وجود داشت و او ظاهر دلخواه مسئولان گزینش بازیگران را نداشت. اورتگا می‌گوید رد شدن در آزمون‌های بازیگری به او بیشتر انگیزه داد. برای سال نخست، اورتگا که هیچ ارتباطی در صنعت فیلم نداشت، تست‌های بازیگری خود را به تبلیغات محدود کرد. او در ۱۲ فعالیت تبلیغاتی ملی، از جمله سه آگهی تبلیغاتی مک‌دونالد، نقش‌هایی به دست آورد. اورتگا از دوشنبه‌ها تا جمعه‌ها برای چند روز در لس آنجلس بازیگری کرد و برای شرکت در مدرسه به خانه بازگشت. او در مدرسهٔ دولتی ثبت نام کرد، و در مدرسه ابتدایی آملیا ارهارت و مدرسه راهنمایی جان گلن حضور یافت. اورتگا در کلاس هشتم مدرسه را رها کرد تا در پروژه‌های دیزنی بازی کند و پس از ایفای نقش در گیر افتادن در وسط (۲۰۱۶–۲۰۱۸) یک آپارتمان در لس آنجلس گرفت. در این مدت، اورتگا در طول روزهای کاری هفته در لس آنجلس کار می‌کرد و آخر هفته‌ها به خانه می‌رفت.
اورتگا به‌سبب شغلش «واقعاً سبک زندگی معمولی نداشته است» و به دلیل از دست دادن تجربیات دبیرستان و نقاط عطف نوجوانی مانند جشن فارغ‌التحصیلی ابراز اندوه کرده است.

## حرفه

### ۲۰۱۲–۲۰۱۷: کار اولیه
اورتگا از شش سالگی به بازیگری علاقه‌مند شده بود. او در هشت سالگی با کمک مادرش و مدیر برنامه، مصاحبهٔ بازیگری را آغاز، و به زودی اولین نقشش را در سال ۲۰۱۲ با حضور مهمان در راب (در قسمت "بیبی باگ") ایفا کرد. او پس از آن در سی‌اس‌آی: نیویورک در قسمت «ناگفته» در نقش ایمی مور ظاهر شد. در سال ۲۰۱۳، او اولین حضور سینمایی‌اش را با نقشی کوتاه در فیلم ابرقهرمانی مرد آهنی ۳ به عنوان دختر معاون رئیس‌جمهور تجربه کرد. پس از آن، اورتگا در فیلم ترسناک توطئه‌آمیز: قسمت ۲ که دومین فیلم از مجموعهٔ توطئه‌آمیز بود، در نقش مکمل آنی بازی کرد. هر دو فیلم در گیشه موفق بودند.
در سال ۲۰۱۴، اورتگا برای نقش زوئی لئون در سریال ریک انتخاب شد، و از سال ۲۰۱۴ تا ۲۰۱۹، نسخه جوان‌تر تکرارشوندهٔ جین را در سریال رمانتیک-درام جین باکره بازی کرد. همچنین در سال ۲۰۱۴، او در نقش مری آن در فیلم کمدی ویدئویی شیطون‌های کوچولو جلوی فاجعه را گرفتند بازی کرد. در سال ۲۰۱۵، اورتگا برای سریال ریچی ریچ محصول نتفلیکس به عنوان بخشی از بازیگران اصلی، جوینده‌ای طلا که پول ریچی را حتی بدون رضایت او خرج می‌کند، انتخاب شد. این مجموعه مورد انتقاد قرار گرفت. در همان سال در فیلم سخنان پایانی در نقش آنا چاپا ظاهر شد.
از سال ۲۰۱۶ تا ۲۰۱۸، اورتگا در مجموعهٔ گیر افتادن در وسط، نقش هارلی دیاز، فرزند میانی هفت خواهر و برادر دیاز که یک مخترع مشتاق است، را ایفا کرد. این نمایش با استقبال خوبی روبرو شد و اورتگا جایزهٔ ایماجن را کسب و برای دو جایزهٔ دیگر نیز نامزد شد. در همان سال، او به عنوان صدای پرنسس ایزابل، که در سال ۲۰۲۰ به پایان رسید، به گروه بازیگران فیلم النا آوالور از شبکهٔ دیزنی پیوست این نمایش با استقبال خوبی روبرو شد و او به همراه بازیگران این مجموعه جایزهٔ ایماجن را کسب کرد، و علاوه بر این نامزدی دیگری را در سال ۲۰۱۹ به دست آورد. در سال ۲۰۱۷، او در موزیک ویدیوی «لب تر کن» از جیکوب سارتوریوس حضور داشت. در این ویدئو، اورتگا نقش معشوقهٔ سارتوریوس را بازی کرد که بازتاب قابل توجهی در رسانه‌ها پیدا کرد.

### ۲۰۱۸–۲۰۲۰: نقش‌های مطرح
در سال ۲۰۱۸، اورتگا در فیلم نجات فلورا در نقش اصلی داون، دختر صاحب سیرک بازی کرد. این فیلم نقدهای مثبتی از سوی منتقدان داشت و او به خاطر بازی خود مورد تحسین قرار گرفت. او نامزد بهترین بازیگر نقش اول زن در جشنواره بین‌المللی فیلم ساوتهمپتون شد. اورتگا برای نقش اصلی الی آلوز در فصل دوم سریال هیجان انگیز تو از نتفلیکس انتخاب شده بود که در ۲۶ دسامبر ۲۰۱۹ منتشر شد در تو، شخصیت او یک دختر باهوش و مداخله گر است که دوست دارد بزرگتر از سن واقعی خود عمل کند. اورتگا در مورد همکاری با بازیگران همکار پن بدجلی و ویکتوریا پدرتی گفت: «ای کاش بیشتر با ویکتوریا فیلمبرداری می‌کردم، زیرا فکر می‌کنم او واقعاً با استعداد است. . . . پن گوینده ای شیوا، خوش فکر و محترم و مهربان است و کار کردن با او بسیار لذت بخش است.» این فصل، مانند فصل اول سریال، و همچنین عملکرد اورتگا مورد تحسین قرار گرفت.
در سال ۲۰۱۹، اورتگا برای نقش فیوب در فیلم ترسناک پرستار بچه: ملکه قاتل از نتفلیکس انتخاب شد. او در مصاحبه با کاسموپولیتن گفت که وقتی فیلمبرداری را شروع کردند «به‌طور باورنکردنی عصبی» بود و گفت که «چون این یک دنباله بود، همه اعضای دیگر بازیگران قبلاً یکدیگر را می‌شناختند. . . وحشت زده سر صحنه رفتم چون نمی‌دانستم دارم چه کار می‌کنم.» این فیلم در سپتامبر ۲۰۲۰ منتشر شد، و با نقدهای متفاوتی از منتقدان مواجه شد. در سال ۲۰۲۰، اورتگا صداپیشگی بروکلین را در سریال انیمیشنی Jurassic World Camp Cretaceous از نتفلیکس به عهده داشت. این سریال با نقدهای متفاوتی روبرو شد، اگرچه صدای اورتگا و بقیه بازیگران مورد تحسین قرار گرفت. این سریال برای فصل دوم تمدید شد و قرار بود در سال ۲۰۲۱ منتشر شود در سال ۲۰۲۰، اورتگا اعلام کرد که اولین کار نویسندگی خود را با کتاب این همه عشق است آغاز خواهد کرد که در ژانویه ۲۰۲۱ منتشر شد. او سپس نقش کیتی تورس را در فیلم کمدی نتفلیکس یعنی روز بله‌گویی بازی کرد. او در سال ۲۰۱۹ برای بازی در این فیلم انتخاب شد، و این فیلم در مارس ۲۰۲۱ با نقدهای متفاوت منتشر شد، اگرچه عملکرد او مورد تحسین قرار گرفت.

### ۲۰۲۱–اکنون: پیشرفت
در مارس ۲۰۲۱، فیلم درام دبیرستانی فال‌اوت  منتشر شد که در آن اورتگا نقش اصلی وادا را به تصویر کشید. این فیلم در ۲۷ ژانویه ۲۰۲۲ در اچ‌بی‌او مکس منتشر شد این فیلم با واکنش مثبت منتقدان مواجه شد، و بازی اورتگا مورد ستایش قرار گرفت، و چندین منتقد آن را نقش سینمای غیر منتظرهٔ او دانستند. سینمابلند شیمی بین او و بازیگر همکارش مدی زیگلر را ستود و اظهار داشت که «دو دختری که در مرکز همه چیز قرار دارند نیز خارق‌العاده به نظر می‌رسند، زیرا می‌توان پیوند واقعی را در روند زنده کردن این داستان حس کرد.» مشیبل نوشت که او «یک نقش را به آرامی بر دوش می‌کشد، با پیچیدگی‌های عاشقانه درهم و برهم نوشته شده است، و به آن نفس می‌بخشد و نیز به‌طرز هیجان‌انگیزی گریه می‌کند.»
اورتگا در سال ۲۰۲۰ برای نقش تارا کارپنتر در فیلم اسلشر جیغ انتخاب شد. او برای این نقش هیجان‌زده بود. او در رابطه با همکاری با بازیگرانی چون نو کمبل، کورتنی کاکس و دیوید آرکت، گفت: «هرگز نمی‌دانید وقتی با افرادی با آن استاندارد ملاقات می‌کنید چه انتظاری داشته باشید، اما آنها واقعاً واقع‌گرا و ساده‌ترین افراد بودند.» این فیلم ۲۰۲۲ اکران شد و موفقیتی تجاری و هنری بود. او برای این نقش جایزه سینمایی ام‌تی‌وی برای بهترین اجرای ترسناک را کسب کرد. اورتگا علاوه بر این در فیلم ترسناک استودیوی ۶۶۶ در کنار فو فایترز که در فوریه منتشر شد، و فیلم ترسناک ایکس از فیلمساز تی وست که در مارس منتشر شد، حضور داشت. دومی با تحسین منتقدان همراه بود، و اسکرین رنت نقش‌آفرینی او در کنار هم‌بازی‌اش میا گاث را تحسین کرد. به‌دنبال نقش‌آفرینی در فیلم‌های ترسناک جیغ، استودیوی ۶۶۶، ایکس و قتل‌عام آمریکایی در سال ۲۰۲۲، او از سوی چندین رسانه لقب ملکهٔ جیغ را گرفت.
در سریال فراطبیعی ونزدی (۲۰۲۲) ساختهٔ تیم برتون، اورتگا نقش اصلی ونزدی آدامز را بازی می‌کند، که او آن را «فصل جدیدی» در حرفه‌اش نامید و گفت امیدوار است «عدالت ونزدی آدامز را انجام دهد». اورتگا در حین آماده شدن برای این نقش شکل ظاهری خود را تغییر داد. او بعداً تولید فصل یک را «غافلگیرانه‌ترین شغلی» خواند که تا به حال داشته است و دربارهٔ کارگردانی سریال و شخصیت در یک حالت سردرگمی و استرس مداوم صحبت کرد. بازی اورتگا در این سریال تحسین گسترده او را به همراه داشت و برخی از منتقدان آن را بهترین اجرای این شخصیت می‌دانستند. او برای آن نامزد دریافت جایزهٔ گلدن گلوب بهترین بازیگر زن – مجموعه تلویزیونی موزیکال یا کمدی شد. او در دسامبر ۲۰۲۲ توسط تی‌وی‌لاین به عنوان «اجراکنندهٔ هفته» انتخاب شد.

## تأثیر گذاری
اورتگا در ابتدا پس از تماشای داکوتا فانینگ در فیلم هیجان انگیز Man on Fire در سال ۲۰۰۴، الهام گرفت که بازیگری را دنبال کند. اورتگا که نمی‌توانست درک کند چگونه یک کودک خردسال می‌تواند به گونه ای اجرا کند که می‌تواند او را بسیار بترساند، چندین بار فیلم را تجزیه و تحلیل کرد و تصمیم گرفت که می‌خواهد "نسخه پورتوریکویی [فنینگ]) باشد. او همچنین خواهر فانینگ، ال، را تحسین می‌کرد و در دوران کودکی هر دوی آنها را دنبال کرد. همانطور که او به بلوغ رسید، اورتگا آرزو داشت "نسخه زن" دنزل واشینگتن باشد که در کنار فانینگ در Man on Fire ظاهر شد. او همچنین به رودریگز نگاه می‌کند و ستاره‌های دیگر دیزنی سلنا گومز و زندایا را بازی می‌کنند. اورتگا گفت که رودریگز را تحسین می‌کند، زیرا هر دو بازیگران لاتینی هستند که به دلیل عدم ارتباطشان برای ورود به صنعت بازیگری تلاش کردند. در سال ۲۰۲۱، اورتگا از ریز احمد به عنوان یک الگوی شغلی نام برد و نحوه سخنرانی و فعالیت او و همچنین بازیگری او را ستود.

## زندگی شخصی
اورتگا گفته است که دوستان و خانواده‌اش به او احساس امنیت می‌دهند که به او کمک می‌کند با بخش‌های چالش‌برانگیز حرفه‌اش کنار بیاید، و افزود که خانواده‌اش باعث داشتن نگرش معقول و واقع‌بینانه به زندگی شده است. او بر این باور است که رشد در صنعت تحت سلطه بزرگسالان او را مجبور کرد زودتر از حد معمول بالغ شود.
اورتگا اقداماتی خودمراقبتی انجام می‌دهد که شامل پیلاتس می‌شود. اورتگا برای مدت طولانی از رژیم غذایی گیاه‌خواری پیروی کرد، اما در هنگام فیلم‌برداری ونزدی ماهی‌خوار شد.

## فیلم‌شناسی

### فیلم
| سال  | عنوان                                | نقش                  | یادداشت                 |
| ---- | ------------------------------------ | -------------------- | ----------------------- |
| ۲۰۱۳ | مرد آهنی ۳                           | دختر معاون رئیس‌جمهور | حضور افتخاری            |
| ۲۰۱۳ | توطئه‌آمیز: قسمت ۲                    | آنی                  |                         |
| ۲۰۱۴ | شیطون‌های کوچولو جلوی فاجعه را گرفتند | مری ان               |                         |
| ۲۰۱۵ | بعد از کلمات                         | آنا چاپا             |                         |
| ۲۰۱۸ | نجات فلورا                           | داون                 |                         |
| ۲۰۱۹ | ویرم                                 | سوزی                 |                         |
| ۲۰۲۰ | پرستار بچه: ملکه قاتل                | فیبی آتول            |                         |
| ۲۰۲۱ | روز بله‌گویی                          | کیتی تورس            |                         |
| ۲۰۲۱ | فال‌اوت                               | وادا کاول            |                         |
| ۲۰۲۲ | جیغ                                  | تارا کارپنتر         |                         |
| ۲۰۲۲ | استودیوی ۶۶۶                         | اسکای ویلو           |                         |
| ۲۰۲۲ | ایکس                                 | لورن                 |                         |
| ۲۰۲۲ | کشتار آمریکایی                       | کامیلا               |                         |
| ۲۰۲۳ | جیغ ۶                                | تارا کارپنتر         |                         |
| ۲۰۲۳ | بهترین مهربان                        | مبل                  |                         |
| ۲۰۲۴ | دختر میلر                            | کایرو سویت           |                         |
| ۲۰۲۴ | زمستان بهار تابستان یا پاییز         | رمی                  | همچنین تهیه‌کننده اجرایی |
| ۲۰۲۴ | بیتل‌جوس بیتل‌جوس                      | استرید دیتز          |                         |
| ۲۰۲۵ | مرگ یک تک‌شاخ                         | ریدلی کینتر          | همچنین تهیه‌کننده اجرایی |
| ۲۰۲۵ | فردا عجله کن                         | انیما                | همچنین تهیه‌کننده اجرایی |
| TBA  | گالریست                              | TBA                  |                         |
| TBA  | کلارا و خورشید                       | کلارا                |                         |

### تلویزیون
| سال        | عنوان                        | نقش                          | یادداشت                                 |
| ---------- | ---------------------------- | ---------------------------- | --------------------------------------- |
| ۲۰۱۲       | غارت                         | دختر                         | قسمت: «The Baby Bug»                    |
| ۲۰۱۲       | سی‌اس‌آی: نیویورک              | امی مور                      | قسمت: "ناگفته"                          |
| ۲۰۱۴       | شن کش                        | زوی لئون                     | نقش تکراری                              |
| ۲۰۱۴–۲۰۱۹  | جین باکره                    | جین ویلانوئوا جوان (۱۲ ساله) | نقش تکرار شونده ۲۷ قسمت                 |
| ۲۰۱۵       | ریچی ریچ                     | دارسی                        | نقش اصلی                                |
| ۲۰۱۶–۲۰۱۸  | گیر افتادن در میان           | هارلی دیاز                   | نقش اصلی                                |
| ۲۰۱۶–۲۰۲۰  | النا از آوالور               | پرنسس ایزابل                 | نقش اصلی صدا                            |
| ۲۰۱۶       | النا و راز آوالور            | پرنسس ایزابل                 | نقش صدا فیلم تلویزیونی                  |
| ۲۰۱۸       | بیزاراردوارک                 | ایزی                         | قسمت: «The BFF (قبل از فرانکی فرند)»    |
| ۲۰۱۹–۲۰۲۰  | سبزهای شهر بزرگ              | گابریلا اسپینوزا             | نقش صدا ۲ قسمت                          |
| ۲۰۱۹       | تو                           | الی آلوز                     | نقش اصلی (فصل ۲)                        |
| ۲۰۲۰       | فیلم خانگی: عروس شاهزاده‌خانم | شاهزاده‌خانم                  | قسمت: «مرداب آتش»                       |
| ۲۰۲۰       | اردوی جهانی ژوراسیک کرتاسه   | بروکلین                      | نقش اصلی صدا                            |
| ۲۰۲۲–اکنون | ونزدی                        | ونزدی آدامز / گودی آدامز     | نقش اصلی (فصل ۱ و ۲)                    |
| ۲۰۲۳       | پخش زنده شنبه شب             | خودش (میزبان)                | قسمت: «جنا اورتگا/د ناینتین سونتی فایو» |

## جوایز و نامزدی‌ها
| سال  | جایزه                                | رده                                                  | اثر                | نتیجه    | منبع    |
| ---- | ------------------------------------ | ---------------------------------------------------- | ------------------ | -------- | ------- |
| ۲۰۱۴ | جوایز فرایت متر                      | بهترین اجرای گروه بازیگران                           | توطئه‌آمیز: قسمت ۲  | نامزدشده | [ ۹۹ ]  |
| ۲۰۱۵ | جوایز بین‌المللی سینمای آنلاین        | بهترین گروه در یک سریال کمدی                         | جین باکره          | نامزدشده | [ ۱۰۰ ] |
| ۲۰۱۶ | جوایز ایماجن                         | بهترین بازیگر جوان – تلویزیون                        | گیر افتاده در میان | نامزدشده | [ ۱۰۱ ] |
| ۲۰۱۸ | جوایز ایماجن                         | بهترین بازیگر جوان – تلویزیون                        | گیر افتاده در میان | برنده    | [ ۱۰۲ ] |
| ۲۰۱۸ | جوایز ایماجن                         | بهترین برنامه‌نویسی کودکان                            | النا از آوالور     | برنده    | [ ۱۰۲ ] |
| ۲۰۱۸ | ساوت‌همپتون                           | بهترین بازیگر نقش اول زن در یک فیلم بلند             | نجات فلورا         | نامزدشده | [ ۳۷ ]  |
| ۲۰۱۹ | جوایز ایماجن                         | بهترین بازیگر جوان – تلویزیون                        | گیر افتاده در میان | نامزدشده | [ ۳۰ ]  |
| ۲۰۱۹ | جوایز ایماجن                         | بهترین بازیگر جوان – تلویزیون                        | نجات فلورا         | نامزدشده | [ ۳۰ ]  |
| ۲۰۲۱ | جوایز ایماجن                         | بهترین بازیگر زن – فیلم بلند                         | روز بله‌گویی        | نامزدشده | [ ۱۰۳ ] |
| ۲۰۲۲ | جایزه سینمایی و تلویزیونی ام‌تی‌وی     | جایزه سینمایی ام‌تی‌وی برای بهترین اجرای ترسناک        | جیغ                | برنده    | [ ۱۰۴ ] |
| ۲۰۲۲ | جوایز میان فصل انجمن منتقدان هالیوود | بهترین بازیگر زن                                     | فال‌اوت             | نامزدشده | [ ۱۰۵ ] |
| ۲۰۲۲ | جوایز بین‌المللی سینمای آنلاین        | بهترین بازیگر زن در یک سریال محدود یا فیلم تلویزیونی | فال‌اوت             | نامزدشده | [ ۱۰۶ ] |
| ۲۰۲۳ | هشتادمین مراسم گلدن گلوب             | بهترین بازیگر زن – مجموعه تلویزیونی موزیکال یا کمدی  | ونزدی              | نامزدشده | [ ۱۰۷ ] |
| ۲۰۲۴ | جشنواره جوایز امی                    | بهترین بازیگر زن در مجموعه کمدی                      |                    | نامزدشده | [ ۱۰۸ ] |